# PLEKHO1
PLEKHO1‏ (Pleckstrin homology domain containing O1) هوَ بروتين يُشَفر بواسطة جين PLEKHO1 في الإنسان.